# بیمارستان رازی (سراوان)
بیمارستان رازی بیمارستانی دولتی درمانی واقع در شهر سراوان، استان سیستان و بلوچستان وابسته به دانشگاه علوم پزشکی زاهدان است.